# Відбивна туманність

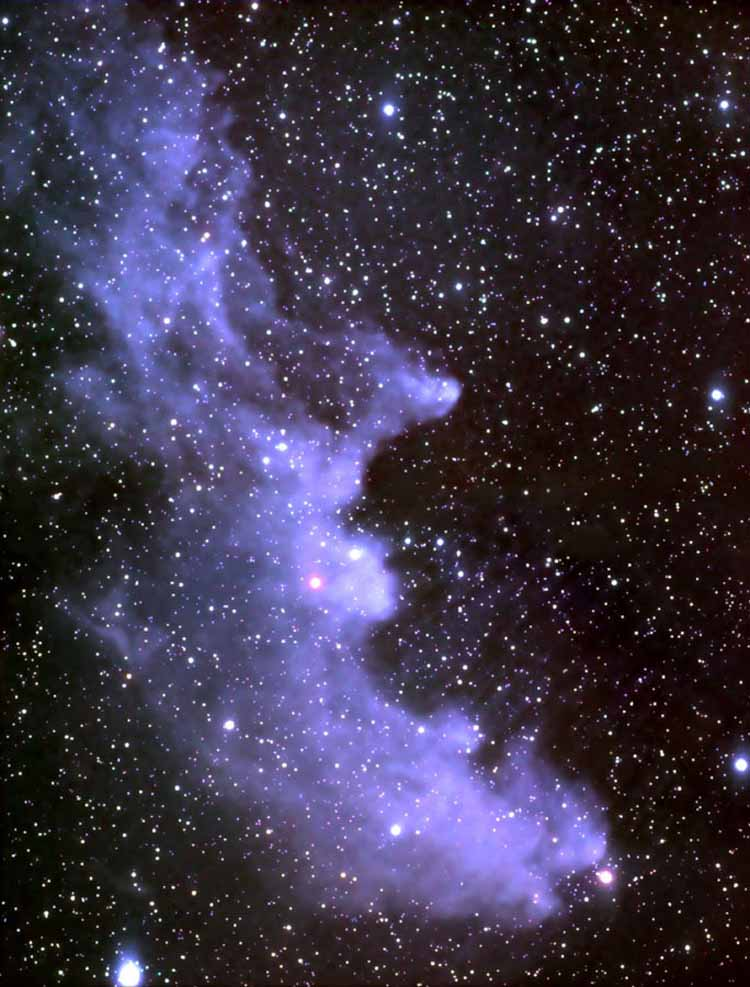
Відбивна туманність «Відьмина голова» (IC 2118), розташована приблизно за 1000 світлових років від Землі. Пов'язана з яскравою зорею Рігель (поза межами фото справа зверху). Блакитний колір зумовлений не лише відповідним кольором зорі, а ще й тим, що частки пилу відбивають блакитне світло краще, ніж червоне.

Відбивна́ тума́ність — світла газо-пилова хмара, що світиться внаслідок розсіювання пилом випромінювання близьких зір. Світіння таких туманностей забезпечує порівняно холодна зоря (або група зір), випромінювання якої (яких) не зумовлює помітної іонізації навколишнього газу. Розподіл енергії у спектрах підсвічуючої зорі та відбивної туманності однаковий.
Оскільки спостережувані властивості відбивних туманностей пов'язані з пилом, їх іноді називають пиловими, хоча вміст пилу в них є типовим для міжзоряного середовища (тобто, становить близько 1% маси газу). 
Відомо понад 350 відбивних туманностей. Їх лінійні розміри не перевищують 1 парсека. Значна частина таких туманностей має тонковолокнисту структуру, товщина волокон становить декілька сотих або тисячних часток парсека. 
Серед відбивних туманностей є компактні, що мають форму двох пелюсток, розташованих симетрично щодо підсвічуючого їх джерела, тоді як саме джерело закрите оптично товстим шаром речовини (часто спостергається лише як інфрачервоне джерело). Такі відбивні туманності називають біполярними. 
Іншу морфологічну групу утворюють кометарні туманності, зображення яких мають кометоподібний вигляд.